# 邁克·塔欽
邁克·塔欽（Michael Turchin，1987年1月14日—）是美國的一位波普藝術藝術家和電影演員。他是一位同性戀者，和男友蘭斯·貝斯在2014年12月20日結婚。